# Guy Laurent
Guy Laurent, né le 26 juin 1965 à Maisons-Alfort, est un scénariste français.

## Biographie
Après un CAP de pâtisserie[réf. nécessaire], Guy Laurent est rentré en 1984 à l'École nationale supérieure des arts décoratifs. Là-bas, il a fondé un groupe de vidéastes "Les Bons Amis" avec Denis Van Waerebeke et Bernard Laurent. Ensemble, ils ont réalisé plusieurs courts métrages dont le "Grand Marteau Show" qui a été primé au Tokyo Festival en 1988.
En 1990, Guy Laurent est assistant sur les Nuls l'Émission, puis à partir 1994 game-designer de jeux vidéo chez ID3D et Cryo.
En 1998, il écrit son premier scénario Peau Neuve avec Emilie Deleuze qui sera sélectionné au festival de Cannes en 1999 et recevra le prix de la critique international dans la catégorie un certain regard.
En 2000, Guy Laurent est scénariste sur la série Les Pires Potes produite par Canal + où il rencontrera Philippe De Chauveron. Ensemble, ils écriront plusieurs films et notamment Qu'est-ce qu'on a fait au Bon Dieu ? qui sera un immense succès populaire avec plus de 22 millions d'entrées en France et dans le monde.

## Filmographie
- 1999 : Peau neuve[5] d'Émilie Deleuze
- 2003 : La Beuze de François Desagnat et Thomas Sorriaux
- 2005 : L'Amour aux trousses de Philippe de Chauveron
- 2009 : Les Meilleurs Amis du monde de Julien Rambaldi
- 2011 : Les Vacances de Ducobu de Philippe de Chauveron
- 2012 : Stars 80 de Frédéric Forestier et Thomas Langmann
- 2014 : Qu'est-ce qu'on a fait au Bon Dieu ? de Philippe de Chauveron
- 2016 : Père fils thérapie ! d'Émile Gaudreault
- 2017 : La Mélodie de Rachid Hami
- 2017 : C'est beau la vie quand on y pense de Gérard Jugnot
- 2017 : À bras ouverts de Philippe de Chauveron
- 2018 : Qu'est-ce qu'on a encore fait au Bon Dieu ? de Philippe de Chauveron :
- 2018 : All Inclusive de Fabien Onteniente
- 2019 : Ducobu 3 d'Élie Semoun
- 2023 : Un homme heureux  de Tristan Séguéla

## Récompenses et distinctions
- Mostra de Venise 2017 : La Mélodie de Rachid Hami[6],[7] (sélection officielle).
- Lumière du meilleur scénario[8] 2015, Philippe de Chauveron et Guy Laurent, ont reçu le prix du meilleur scénario pour Qu'est-ce qu'on a fait au Bon Dieu ? lors de la 20e cérémonie des Lumières
- Cannes 1999, Prix FIPRESCI (Prix de la critique internationale) pour Peau neuve d'Émilie Deleuze.